# Вана-Аэспа
Ва́на-А́эспа (эст. Vana-Aespa) — деревня в волости Кохила уезда Рапламаа, Эстония.

## География и описание
Расположена в 6 километрах к западу от волостного центра — посёлка Кохила, и в 22 километрах к северу от уездного центра — города Рапла. Высота над уровнем моря — 64 метра.
Официальный язык — эстонский. Почтовый индекс — 79748.

## Население
По данным переписи населения 2021 года, в деревне насчитывалось 48 жителей, из них 46 (95,8 %) — эстонцы.
Численность населения деревни Вана-Аэспа по данным Департамента статистики:
| Год  | 2017 | 2018 | 2019 | 2020 | 2021 |
| ---- | ---- | ---- | ---- | ---- | ---- |
| Чел. | 52   | ↗ 56 | ↘ 55 | ↘ 52 | ↘ 48 |

## История
1 января 2012 года деревня Аэспа была разделена на две части. Густонаселённая часть Аэспа была объединена с участками Перве и Арувялья деревни Виливере, в результате чего образовался малый посёлок Аэспа. Малозаселённая часть Аэспа осталась деревней, ей было дано название Вана-Аэспа (Старая Аэспа).